# تابلو روان

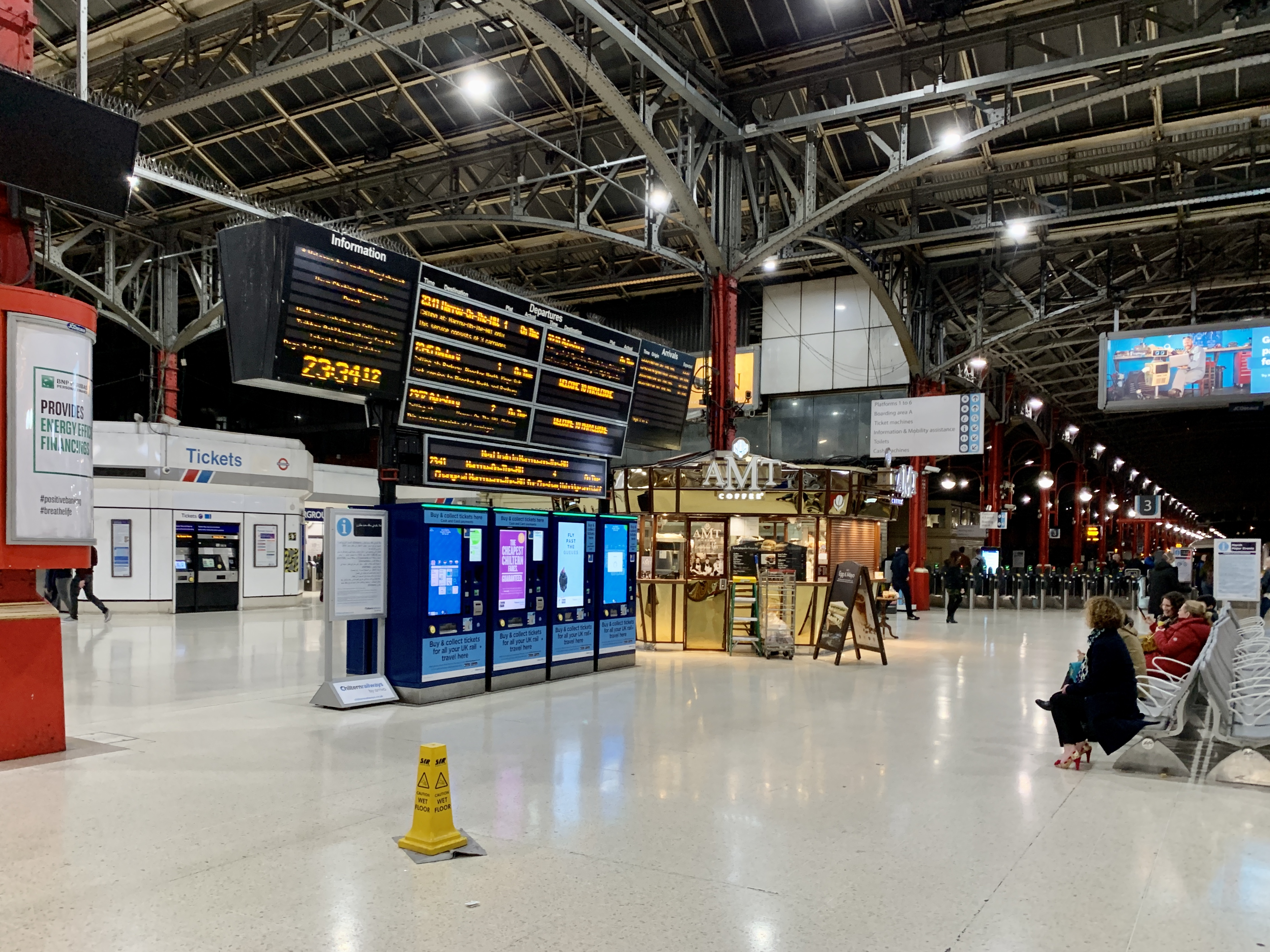
استفاده از تابلو روان در یک ایستگاه قطار در لندن برای نمایش ساعت حرکت قطارها

تابلو روان نوعی دستگاه نمایش استفاده‌شده در ماشین‌ها، ساعت‌ها، ایستگاه‌های راه‌آهن و خیلی از دستگاه‌های دیگر که نیازمند دستگاه نمایش ساده‌ای با وضوح محدود هستند است.
تابلوهای روان به عنوان ابزار تبلیغاتی شرکت‌ها و فروشگاه‌ها نیز استفاده می‌شوند.
تابلو روان قابلیت نمایش حروف و اشکال را به صورت متحرک دارد. این تابلو از یکسری دیودهای نورانی تشکیل شده که در یک صفحه قرار داده شده‌اند و به وسیله برنامه‌های کامپیوتری تصاویر و نوشته‌ها را روی آن نمایش داده می‌شود.

## اجزاء تشکیل دهنده تابلوهای روان

### ۱-ماژول
ماژول‌ها در واقع بلوک‌های led با اندازه‌های مشخص می‌باشند، که وظیفه نمایش اطلاعات از قبیل متن، انیمیشن، عکس و فیلم را روی تابلو دارند. انواع ماژول‌ها به صورت تک رنگ و سه رنگ (سبز- قرمز با رنگ ترکیبی زرد و یا آبی-قرمز با رنگ ترکیبی بنفش) یا فول کالر با قابلیت پخش تمام رنگ عرضه می‌شوند. همچنین از نظر نوع بسته‌بندی نوع LED به دو نوع DIP , SMD تقسیم می‌شوند.
از لحاظ آب‌بندی هم ماژول‌ها به سه نوع OUTDOOR , SEMI OUTDOOR , INDOOR تقسیم می‌شوند. نوع OUTDOOR کاملاً ضد آب بوده و به راحتی در محیط خارجی قابل نصب می‌باشند و به راحتی در مقابل نور خورشید و باران مقاومت دارند. ماژول‌های SEMIOUTDOOR در مقابل باران به هیچ وجه آب‌بندی نیستند ولی محتویات تابلو روان را در مقابل نور خورشید به راحتی نمایش می‌دهند. نوع INDOOR یا سالنی ارزانترین نوع تابلو روان می‌باشد که جهت استفاده داخل سالن‌ها، فروشگاه‌ها، و امثالهم مناسب می‌باشند.
ماژول‌ها به لحاظ فنی به دو نوع جریان ثابت و ولتاژ ثابت تقسیم می‌شوند. ماژول‌های جریان ثابت به دلیل پایداری در رنگ و کیفیت بسیار بالای نمایش عموماً در ماژول‌های فول کالر کاربرد دارند و ماژول‌های ولتاژ ثابت به جهت ارزانی در ماژول‌های تک رنگ به کار می‌روند. البته چنانچه از ماژول‌های نوع جریان ثابت برای تابلوهای تک رنگ استفاده شود طبیعتاً کیفیت بسیار بالایی خواهند داشت.

### ۲-منبع تغذیه
منبع تغذیه در تابلوهای روان وظیفه تبدیل ولتاژ برق شهر ۲۲۰ ولت متناوب AC به ولتاژ مورد نیاز ماژول‌ها و کنترلر تابلو روان که معمولاً ۵ ولت مستقیم DC تابلو روان می‌باشند را جهت روشنایی دارد. البته بهتر این است که جهت افزایش و دوام عمر بیشتر تابلو روان از ولتاژ ۴٫۵ ولت استفاده شود.

### ۳-برد کنترل
برد کنترل یا همان مادر بورد وظیفه ارسال نوع اطلاعات در بازه‌های زمانی مشخص را دارا می‌باشد. عموماً کنترلرهای تابلوهای روان به دو نوع آنلاین (Online) و آفلاین(Offline) تقسیم‌بندی می‌شوند. در نوع کنترلرهای آفلاین اطلاعات به برد کنترلر منتقل می‌شوند و برد کنترل اطلاعات را به صورت مرتب بر روی تابلو نمایش می‌دهد و پس از تمام شدن اطلاعات دوباره به اول اطلاعات برگشته و این چرخه تکرار می‌شود؛ ولی در پخش آنلاین کنترلر از طریق کامپیوتر و یا ویدیو پروسس سور به یک منبع پخش خارجی مثل تلویزیون متصل می‌شود و همانند یک تلویزیون بزرگ تصاویر را بر روی تابلو روان نمایش می‌دهد.
هم اینک شرکت‌های متنوعی در ایران همانند EP , HDR , تلاش آذر و … به کار برنامه‌نویسی و تولید برد کنترل اشتغال دارند.

### ۴-فریم
فریم یا بهتر است بگوییم کابینت و یا قاب تابلو روان، در واقع نوعی باکس از جنس آلومینیوم یا فلز است که ماژول، منبع تغذیه و بورد کنترل جهت محافظت در آن قرار می‌گیرد. ویژگی‌های بسیاری در مورد کابینت تابلو روان مد نظر است که مهم‌ترین آن ضد آب بودن و همچنین داشتن درِ کابینت مناسب، داشتن قفل درِ مرغوب، داشتن گلند مرغوب، و استفاده از ورق ضخیم و رنگ پودری استاتیک می‌باشد.
۵ - ویدیو پروسسور (ویژه پخش آنلاین) :
جهت پخش آنلاین بر روی تابلو روان ترجیحاً نیاز به دستگاهی به نام ویدیو پروسسور است که وظیفه تطبیق ورودی‌های آنلاین را بر عهده دارد. ورودی‌های آنلاین تصاویر از قبیل دوربین، دستگاه‌های گیرنده دیجیتال تلویزیونی، و غیره دارای ابعاد تصویر متفاوت می‌باشند. با وصل کردن ورودی‌های مختلف با ابعاد مختلف تصویر خروجی یکسانی با اندازه تابلو روان ایجاد خواهد شد.